# Villa Holzhüter

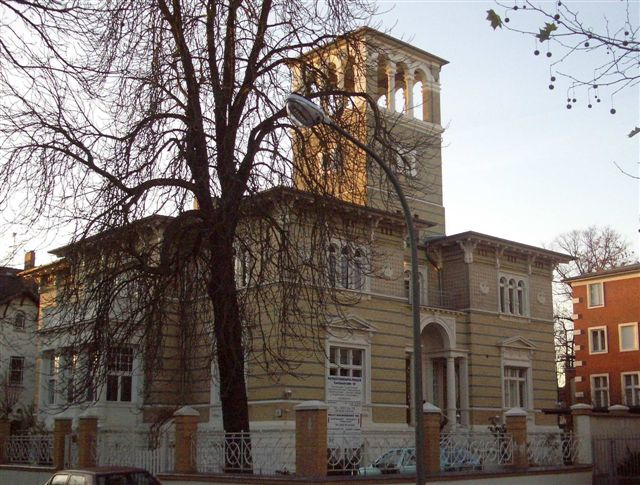
Villa Holzhüter

Die Villa Holzhüter ist eine denkmalgeschützte Villa in der Berliner Ortslage Lichterfelde West des Ortsteils Lichterfelde (Bezirk Steglitz-Zehlendorf) in der Curtiusstraße 10. Das Gebäude steht unter der Objektdokumentnummer 09065738 in der Denkmaldatenbank des Landes Berlin.

## Geschichte
Im Jahr 1865 erwarb der Unternehmer Johann Anton Wilhelm von Carstenn die bei Berlin gelegenen Güter Lichterfelde und Giesensdorf mit dem Ziel, dort eine Villenkolonie für das gehobene Bürgertum entstehen zu lassen. 1872 wurde der Bahnhof Lichterfelde West errichtet und der Westteil der Villenkolonie damit an die Bahnstrecke Berlin–Magdeburg (Wannseebahn) angeschlossen. 1875 wurde mit dem Bau der Villa Holzhüter nach einem Entwurf des Architekten P. Fingerling begonnen. Bauherr war der Kaufmann und Majolikafabrikant Theodor Holzhüter. Neben den Bahnerhäusern in der Köhlerstraße gehörte die Villa Holzhüter zu den ersten Häusern der neu gegründeten Kolonie.

## Architektur und Gelände
Das Grundstück ist rund 1600 m² groß und befindet sich nur wenige hundert Meter entfernt vom Bahnhof Lichterfelde West. Der Eingang des Hauses befindet sich in Richtung Süden zur Curtiusstraße hin. Im Norden und im Westen wird das Grundstück von weiteren historischen Villen umgeben. Im Osten grenzt das Grundstück an den West-Bazar, ein weiteres historisch bedeutsames und denkmalgeschütztes Objekt in Lichterfelde.
Die Villa zeigt sich mit Loggien, Freitreppen und einem hohen Turm. Die Verzierung des Baus mit Terrakotten und Fliesen stammt vermutlich aus der Fabrik des Bauherrn.